# Adam Hollick
Adam Hollick (* 31. Mai 1990) ist ein US-amerikanischer Opernsänger und Schauspieler.

## Leben
Hollick wurde am 31. Mai 1990 geboren. Über ein Vollstipendium für American Football besuchte er ab 2009 die Azusa Pacific University, wählte nach zwei Jahren American Football allerdings ab. Von 2009 bis 2016 studierte er an der Azusa Pacific University Vocal Performance, die er schließlich mit dem Master verließ. Danach war er für zwei Monate an der Sugar Creek Opera tätig. Von September 2017 bis Juni 2018 war er am Cabrillo Music Theatre beschäftigt.
Eine erste Besetzung erhielt Hollick 2017 in der Fernsehdokuserie Deadly Sins – Du sollst nicht töten. 2019 erhielt er die Titelrolle des Aladdin im Film The Adventures of Aladdin sowie eine Episodenrolle in der Fernsehserie Navy CIS: L.A. 2020 war er im Katastrophenfilm Meteor Moon in der Nebenrolle des Pvt. Malcolm Neiman zu sehen. 2021 verkörperte er erneut Aladdin, dieses Mal in einer Episode der Fernsehserie Quest for Quagmires. Im selben Jahr war er unter anderen auch in den Fernsehfilmen Burning Lies und Labor of Lies zu sehen. 

## Filmografie (Auswahl)
- 2017: Deadly Sins – Du sollst nicht töten (Deadly Sins, Fernsehdokuserie, Episode 6x04)
- 2019: The Adventures of Aladdin (Adventures of Aladdin)
- 2019: Navy CIS: L.A. (NCIS: Los Angeles, Fernsehserie, Episode 11x08)
- 2020: Now That’s Sketch (Fernsehserie, Episode 1x15)
- 2020: Show Me Yours (Kurzfilm)
- 2020: Meteor Moon
- 2021: A Deadly Bridenapping
- 2021: Quest for Quagmires (Miniserie, Episode 1x19)
- 2021: Burning Lies (Fernsehfilm)
- 2021: Labor of Lies (Fernsehfilm)
- 2021: Navy CIS (NCIS: Los Angeles, Fernsehserie, Episode 19x07)
- 2021: Dirty Little Deeds (Fernsehfilm)
- 2021: Cruel and Unusual Therapy Too (Kurzfilm)

## Theater (Auswahl)
- Sweeney Todd, Pittsburgh Festival Opera
- Beauty and the Beast, Plan B Entertainment
- Bye, Bye, Birdie, Glendal Centre Theatre
- Grapes of Wrath, Sugar Creek Opera Company
- The Complete Works Of William Shakespeare, Borrowed Spaces Theatre Company
- Don Giovanni, Azusa Pacific University Opera
- Hansel and Gretel, Azusa Pacific University Opera
- Elixir of Love, Azusa Pacific University Opera
- The Magic Flute, Azusa Pacific University Opera
- Ariodante, Azusa Pacific University Opera
- Marriage of Figaro/Barber of Seville, Azusa Pacific University Opera